# Universidade Autónoma de Madrid
A Universidade Autónoma de Madrid, UAM, também conhecida por A Autónoma, é uma universidade pública situada em Madrid, Espanha. Foi fundada em 1968, quando suas faculdades estavam dispersas por vários edifícios da capital espanhola. Não obstante, a localização atual desta universidade é o Campus de Cantoblanco, no norte de Madrid, junto a Alcobendas e a San Sebastián de los Reyes. O campus foi inaugurado a 25 de Outubro de 1971. Possui mais de 28.769 alunos.